# Monomma attenuatum subcarinatum
Monomma attenuatum subcarinatum es una subespecie de coleóptero de la familia Monommatidae.

## Distribución geográfica
Habita en el este de África.